# Oakfield (Wight)
Oakfield – wieś w Anglii, na wyspie Wight. Leży 10 km na wschód od miasta Newport i 114 km na południowy zachód od Londynu.